# Acta Oncologica
Acta Oncologica is een internationaal, aan collegiale toetsing onderworpen wetenschappelijk tijdschrift op het gebied van de oncologie. De naam wordt in literatuurverwijzingen meestal afgekort tot Acta Oncol. Het wordt uitgegeven door Taylor & Francis namens de European Organization for Research on Treatment of Cancer en verschijnt 8 keer per jaar. Het eerste nummer verscheen in 1963.